# Demonaz Doom Occulta
Harald Nævdal, conosciuto come Demonaz Doom Occulta, o più semplicemente Demonaz (Bergen, 6 giugno 1970), è un chitarrista, paroliere e cantante norvegese, fondatore assieme ad Abbath Doom Occulta del gruppo black metal norvegese Immortal.

## Carriera

### Immortal
Negli Immortal, era noto per i testi che scriveva il cui tema predominante, cosa strana per il black metal, verteva su lande di ghiaccio e una terra immaginaria, chiamata Blashyrkh. La storia del Blashyrkh è gradualmente raccontata attraverso gli album degli Immortal. Era anche conosciuto per la sua semplice ma estremamente veloce tecnica nel suonare la chitarra che ha sempre basato sui power chords. Con Abbath, ha formato il nucleo degli Immortal fin dal 1990, con una line-up instabile fino all'arrivo di Horg nel 1997.
Demonaz ha suonato la chitarra negli album Diabolical Fullmoon Mysticism, Pure Holocaust e Battles in the North, suonando con gli Immortal per l'ultima volta nel 1997 nell'album Blizzard Beasts. Nello stesso anno, infatti, gli venne diagnosticata una tendinite acuta, che gli impedì di continuare a suonare la chitarra come faceva prima, ovvero non poté più suonare alla velocità che richiedevano riff ed assoli tipici dello stile degli Immortal. Ha comunque continuato a curare la parte dei testi, prestandosi spesso anche come manager del gruppo. Ha continuato, inoltre, ad accompagnare la band nei tour ed è sempre stato visto da Abbath, Horgh e Apollyon come membro effettivo della band, pur sapendo che non sarebbe mai più tornato a suonare la chitarra.

### Perfect Visions
Ha recentemente fondato una band chiamata Perfect Visions, nella quale ha il ruolo di cantante. La formazione include anche altri membri degli I (il progetto parallelo di Abbath). Ha scritto i testi per le canzoni dell'album  Between Two Worlds proprio degli I. 
Nel 2011 ha pubblicato il suo primo disco solista, intitolato March of the Norse, a nome Demonaz.

## Discografia

### Solista

#### Album in studio
- 2011 - March of the Norse

### Con gli Immortal

#### Album in studio
- 1992 - Diabolical Fullmoon Mysticism
- 1993 - Pure Holocaust
- 1995 - Battles in the North
- 1997 - Blizzard Beasts
- 2018 - Northern Chaos Gods
- 2023 - War Against All

### Con gli Old Funeral

#### Raccolte
- 1998 - Join the Funeral Procession
- 1999 - The Older Ones

#### Album live
- 2002 - Grim Reaping Norway

#### EP
- 1991 - Devoured Carcass